# Дарьино (Курская область)
Дарьино — село в Суджанском районе Курской области России. Входит в состав Свердликовского сельсовета.

## География
Село находится на юго-западе Курской области, в пределах Обоянской гряды, в юго-западной части Среднерусской возвышенности, в лесостепной зоне, на правом берегу реки Снагости, на расстоянии примерно 17 километров (по прямой) к северо-западу от города Суджи, административного центра района. Абсолютная высота — 167 метров над уровнем моря.
Улицы
В селе улицы: Большая, Выш, Шагаровка.
Климат
Климат характеризуется как умеренно континентальный, с тёплым летом и умеренно холодной зимой. Среднегодовая температура — 5,9 °C. Средняя температура воздуха самого тёплого месяца (июля) — 19,6 °C (абсолютный максимум — 39 °C); самого холодного (января) — −7,9 °C (абсолютный минимум — −37 °C). Безморозный период длится в течение 155 дней. Среднегодовое количество атмосферных осадков составляет 639 мм.
Часовой пояс
Село Дарьино, как и вся Курская область, находится в часовой зоне МСК (московское время). Смещение применяемого времени относительно UTC составляет +3:00.

## История
В ходе российского вторжения в Украину 7 августа 2024 года в ходе боёв в Курской области село было оккупировано ВСУ. 8 августа Минобороны РФ опубликовало видео с бомбардировкой Дарьино. Военный эксперт[какой?] заявил, что видео показывает удар по селу из РСЗО «Торнадо-С». Неизвестно, было ли из села полностью эвакуировано местное население.
11 декабря, по заявлению Министерства обороны РФ, Россия вернула контроль над селом.

## Население
| 2002 | 2010 |
| ---- | ---- |
| 174  | ↘144 |

Половой состав
По данным Всероссийской переписи населения 2010 года в половой структуре населения мужчины составляли 46,5 %, женщины — 53,5 %.
Национальный состав
Согласно результатам переписи 2002 года, в национальной структуре населения русские составляли 99 %.

## Инфраструктура
Личное подсобное хозяйство. В селе 77 домов.

## Транспорт
Дарьино находится в 5 км от автодороги регионального значения 38К-030 (Рыльск — Коренево — Суджа), в 14,5 км от автодороги 38К-024 (Льгов — Суджа), на автодорогах межмуниципального значения 38Н-568 (38К-030 — Дарьино) и 38Н-743 (Дарьино — Николаево-Дарьино), в 9,5 км от автодороги 38Н-565 (38К-030 — Лебедевка), в 16,5 км от ближайшей ж/д станции Локинская (линия Льгов I — Подкосылев).
В 129 км от аэропорта имени В. Г. Шухова (недалеко от Белгорода).